# Тульчинский район
Тульчи́нский райо́н (укр. Тульчинський район) — административная единица на юге центральной части Винницкой области Украины. Административный центр — город Тульчин.

## География
Площадь района — 3856 км² (в старых границах до 2020 года — 1120 км²).
Основные реки — Тульчинка.

## История
Район образован в УССР в 1923 году.
17 июля 2020 года в результате административно-территориальной реформы район был укрупнён, в его состав вошли территории:
- Тульчинского района,
- Крыжопольского района,
- Песчанского района,
- Томашпольского района,
- частично Немировского района (Брацлавская поселковая община).

## Население
Численность населения района в укрупнённых границах — 157,2 тыс. человек.
Численность населения района в границах до 17 июля 2020 года по состоянию на 1 января 2020 года — 53 426 человек, из них городского населения — 22 845 человек, сельского — 30 581 человек.

## Административное устройство
Район в укрупнённых границах с 17 июля 2020 года делится на 9 территориальных общин (громад), в том числе 1 городскую, 6 поселковых и 2 сельские общины (в скобках — их административные центры):
- Городские:
  - Тульчинская городская община (город Тульчин);
- Поселковые:
  - Брацлавская поселковая община (пгт Брацлав),
  - Вапнярская поселковая община (пгт Вапнярка),
  - Крыжопольская поселковая община (пгт Крыжополь),
  - Песчанская поселковая община (пгт Песчанка),
  - Томашпольская поселковая община (пгт Томашполь),
  - Шпиковская поселковая община (пгт Шпиков);
- Сельские:
  - Городковская сельская община (село Городковка),
  - Студенянская сельская община (село Студёная).

### История деления района
Количество местных советов (рад) в старых границах района до 17 июля 2020 года:
- городских — 1
- поселковых — 2
- сельских — 23

Количество населённых пунктов в старых границах района до 17 июля 2020 года:
- городов районного значения — 1 (Тульчин)
- посёлков городского типа — 2 (Кирнасовка — 5 530, Шпиков — 3 761)
- сёл — 39
- посёлков сельского типа — 9

Всего — 51 населённый пункт.

## Культура
- Музей Суворова (Тимановка)
- Винницкая епархия УПЦ

## Известные уроженцы
- Покоевой, Григорий Прокофьевич (1907—1957) — советский военачальник, генерал-майор авиации.